# 巨像级战列舰
巨像级战列舰是英国建造的一种战列舰。
德国1908年通过的海军法案，明显加快了无畏舰的建造进度。由于意识到德国海军的威胁，英国1909年紧急追加拨款建造两艘巨人级战列舰。巨像级是涅普頓號戰列艦的改进型号，火力系统相同，针对德国无畏舰主炮威力的提升，主要加强防御装甲，水线装甲带、水密艙壁以及炮座的装甲厚度增加，并加强弹药库的防护。外观方面，舰体前部主桅位置挪到前部烟囱之后，为控制舰体重心，取消舰体后部主桅。服役以后拆除了舰体中部的部分影响射界的小艇飞桥。
同级舰：巨像号/Colossus、赫丘利斯号/Hercules。于1909年7月开工建造，巨像号1911年7月完工，赫丘利斯号1911年8月完工。
在第一次世界大战中，两艘巨像级与涅普頓号都被编入第一战列舰分舰队参加了日德兰海战（担任巨人号舰长的是达德利·庞德，后来在第二次世界大战时任英国海军部第一海务大臣并晋升海军元帅）。战争结束后，1920年代根据《华盛顿海军条约》的规定，该级舰退役解体。

## 性能数据
- 排水量：标准排水量20,225吨；满载排水量23,050吨
- 外形尺寸(长/宽/吃水)：166.4米/25.9米/8.1米
- 动力：25000马力；最高速度：21节；续航力：6100海里/10节
- 武备：10门5座双联装12英寸/50倍径主炮，20座单装4英寸/50倍径副炮，3座21英寸水下鱼雷管
- 装甲：主装甲带（最大）11英寸，甲板1.75-4英寸，炮塔（正面）11英寸，炮座12英寸，指挥塔11英寸
- 舰员：757人

## 同级舰
| 舰名                    | 建造商               | 下水          | 服役          |
| ----------------------- | -------------------- | ------------- | ------------- |
| 巨像号 HMS Colossus     | Scotts Shipbuilding  | 1910年4月9日  | 1911年8月8日  |
| 赫丘利斯号 HMS Hercules | Palmers Shipbuilding | 1910年5月10日 | 1911年7月31日 |